# CR花の慶次〜愛
『CR花の慶次〜愛』（シーアールはなのけいじ あい）は、2010年3月にニューギンが開発、発売したデジパチタイプのパチンコ。漫画家の原哲夫が『週刊少年ジャンプ』（集英社）で連載していた『花の慶次』のタイアップ機種で、2007年に発売された『CR花の慶次』、および2009年に発売された『CR花の慶次〜斬』の後継機。

## 概要
これまでのシリーズ同様に前田慶次を主役としているが、本機種では原作に登場する武将のひとり・直江兼続をフィーチャーしており、2010年4月現在『週刊コミックバンチ』（新潮社）で連載している原作のスピンオフ作品『義風堂々 直江兼続 -前田慶次月語り-』（原作は原と堀江信彦、作画は武村勇治）の素材も取り入れている。
2011年には、大当たり確率が高くなり回数切り確変を採用した追加スペック仕様機が発売された。

## 主題歌
大戦モード（確変）中は角田信朗による「修羅の果てまでも」（特定条件下で「よっしゃあ漢唄」及び「漢花」）が、15R大当たり中は角田による「義風堂々!!」、リミックスバージョンとしてアレンジされた「傾奇者恋歌〜DIGI-KABUKI ver.〜」、同じくリミックスで前回コーラス担当だったklammyが歌う「ひとひらの花〜SAKURA ver.〜」のいずれかが流れる。またプレミアム大当たり時には信岡愛による「最後の戦士〜DARING WARRIOR〜」（もののふリーチからの大当たり時）が流れる。
なお、リミックスアレンジされた「傾奇者恋歌〜DIGI-KABUKI ver.〜」を歌っているのは、「角田信朗 with 傾奇エンジェルス」である。
2010年3月24日に両A面シングルCD「修羅の果てまでも/義風堂々!!」としてリリースされた。

## スペック

### 2010年
CR花の慶次〜愛 H-V／H-VG
- 大当たり確率：1/399.25（高確率時1/39.93）
- 確変突入率：80%（突然確変含む）
- 時短：電サポ中の通常大当たり終了後100回
- 賞球数 3&7&8&14

CR花の慶次〜愛 H2-VG
- 大当たり確率 1/367.75（高確率時1/39.93）
- 確変突入率 80%（突然確変含む）
- 時短：電サポ中の通常大当たり終了後100回
- 賞球数 3&7&8&13

### 2011年
CR花の慶次〜愛 H-K／H-KG
- 大当たり確率 1/163.0（高確率時1/23.29）
- 確変突入率 100%（30回転限定）
- 時短：電サポ中の確変終了後20回
- 賞球数 3&7&8&12

CRA花の慶次〜愛 N-K／N-KG
- 大当たり確率 1/99.5（高確率時1/9.95）
- 確変突入率 100%（5回転限定）
- 時短：電サポ中の確変終了後35回or55回
- 賞球数 3&7&8&12